# هيلدا إسماعيل
هيلدا إسماعيل إبراهيم سجيني شاعرة وكاتبة وفنانة فوتوغرافية، تمثل جيل أدباء الإنترنت في السعودية، خاصة بعد صدور ديوانها الثاني (أيقونات) الذي تمت ترجمته للغة الإنجليزية، تتميز كتابتها بالخفة الشعورية والرسائل البرقية والتعبير الأنثوي الإنساني الحر والجريء. كتبت باسم مستعار هو (ميلاد) لمدة ثلاثة أعوام حتى أصدرت أول ديوان لها عام 2002 والذي حمل اسمها الحقيقي. وتوالت بعده الإصدرات ومشاركتها في الأمسيات والمعارض المحلية والعربية والأوروبية.

## الإصدارات
- 2002 أصدرت (ميلاد بين قوسين) - دار الفرات- ببيروت.
- 2005 أصدرت (أيقونات) - الدار العربية للدراسات والنشر-عمان.
- 2005 ترجمت (أيقونات) للإنجليزية "Icons" Stacey International Publisher
- 2007 مدونات (1) معرض فوتوتشكيلي لصالح مركز الوهج لذوي الاحتياجات الخاصة.
- 2008 مدونات (2) معرض فوتوتشكيلي لصالح برنامج التأهيل ضمن المجتمع- جمعية المعاقين بالمنطقة الشرقية.
- 2009 أصدرت (ولا..أشهى)- دار الانتشار العربي- بيروت.[1]
- 2013 أصدرت (دانتيلات) - دار أثر للنشر والتوزيع- دمام.

## المجال العلمي
- ابتكرت برنامجاً في (اللعب الموجَّه) لتعليم الأطفال ذوي الإعاقة العقلية، بعض المفاهيم الرياضية في مرحلة ما قبل المدرسة.
- حصلت على الماجستير من جامعة الخليج العربي مع مرتبة الشرف الأولى في التربية الخاصة، تخصص إعاقة عقلية-أطفال.